# 볼랴
볼랴(불가리아어: Воля)는 2007년 불가리아에서 만들어진 불가리아 우익대중주의 정당이다. 볼랴는 불가리아어로 "의지"를 뜻한다. 현재 지도자는 베셀린 마레슈키이며, 2017년 총선거 결과, 권리와 자유의 운동에 이어 제5당이다.
2007년 7월 15일에 자유동맹(불가리아어: Либерален алианс)이라는 이름으로 창당했고, 짧은 기간 동안에 드네스(불가리아어: Днес)라는 이름을 사용했다. 2016년 11월 28일에 지금과 같은 이름으로 바뀌었다.